# Полско-казашко-татарска война (1666 – 1671)
Полско–казашко-татарска война е война между Жечпосполита и Османската империя (в действителност между Запорожката Сеч и Кримското ханство) в Украйна.
Тя е последствие от Руско-полската война (1654 – 1667) и предшественик на Полско-турската война (1672 – 1676).

## Военни действия
Опитвайки се да неутрализира враждебните действия на Кримското ханство и да получи помощ в борбата срещу Жечпосполита и Руската държава, през 1669 г. украинският хетман Петро Дорошенко свиква съвет, на който е решено обединените Левобрежна и Деснобрежна Украйна да сключат съюзнически договор със султан Мехмед IV глава на Османската империя. Договорът е подписан през есента и одобрен от Генералната военна рада, свикана специално с тази цел на река Росава край Корсун (днес Корсун-Шевченковски). Основа на военно-политическия съюз става подписаното през 1651 г. споразумение между Богдан Хмелницки и турския султан. За момента Турция не претендира за украински територии и няма претенции към независимостта и държавното устройство на Украйна, а изисква само предоставянето на военна помощ от казаците.
През това време силите на Жечпосполита се опитват да потушат вълненията в Украйна, но са отслабени от десетилетията дълги войни (Въстанието на Хмелницки и Шведския потоп. Опитвайки се да използват тази слабост, татарите, които редовно извършват набези по границите на Жечпосполита в търсене на плячка, нападат този път в съюз с казаците под управлението на Дорошенко. Въпреки това те са спрени от войските на Полско-литовската държава под ръководството на Ян III Собиески, който спира първата им атака (1666 – 1667), побеждавайки ги неколкократно и най-накрая подписва примирие след битката при Подгайце.
През есента на 1671 г. полската армия, водена от Ян III Собиески, започва настъпление към Подолието и превзема Брацлав, Мохилив и Виница. През декември поляците вече са отвоювали градове от Дорошенко. Кримският хан Адил Герай, който подкрепя Жечпосполита е сменен от османския султан със Селим I Герай. Селим влиза в съюз с казаците на Дорошенко, но отново претърпяват загуба. Селим моли султана за помощ, който се съгласява. Така обикновения пограничен конфликт ескалира във война, като Османската империя се подготвя да изпрати войските си с цел да се опита да поеме контрол над района.